# Wind in the Wire
Wind in the Wire è l'ottavo album in studio del cantante e attore statunitense Randy Travis, pubblicato nel 1993.

## Tracce
1. Down at the Old Corral – 3:17
2. Cowboy Boogie – 2:48
3. Blue Mesa – 2:59
4. Memories of Santa Fe – 3:18
5. Roamin' Wyomin' – 2:30
6. Wind in the Wire – 3:29
7. The Old Chisholm Trail – 3:06
8. Paniolo Country – 2:37
9. Hula Hands – 2:12
10. Beyond the Reef – 2:30